# سامية العمودي
سامية العمودي امرأة سعودية، هي مستشارة التوليد و أمراض النساء. وهي أستاذ مشارك في جامعة الملك عبد العزيز في جدة، ورئيسة مركز الشيخ محمد حسين العمودي للتميز في سرطان الثدي. عرفت بعملها في مجال التوعية بسرطان الثدي، بعد أن أصيبت هي بهذا المرض. حصلت على جائزة أشجع امرأة دولية في عام 2007 والتي تقدمها وزارة الخارجية الأمريكية.

## السيرة الذاتية
المدير التنفيذي لمركز الشيخ محمد حسين العمودي للتميز في رعاية سرطان الثدي. وعضو اللجنة التنفيذية للمبادرة العالمية في صحة الثدي في الولايات المتحدة الأمريكية. والمشرفة على الكرسي العلمي لأبحاث سرطان الثدي بجامعة الملك عبد العزيز بجدة. وناشطة عالميا في مجال سرطان الثدي.
هي استشارية نساء وتوليد وعقم وأستاذ بكلية الطب والعلوم الطبية بجامعة الملك عبد العزيز بجدة. وحصلت على منصب وكيلة كلية الطب والعلوم الطبية بجامعة الملك عبد العزيز بجدة سابقا. مستشار غير متفرغ لمنظمة الصحة العالمية سابقاً. وممثلة برنامج الشراكة الشرق أوسطية وعضو اللجنة التنفيذية العليا لبرنامج الشراكة الشرق أوسطية بين الولايات المتحدة الأمريكية والمملكة العربية السعودية في مجال التوعية بسرطان الثدي ومجال البحوث سابقا. عضو الجمعية السعودية الخيرية لسرطان الثدي وجمعية الأيمان للسرطان وجمعية زهرة وجمعية سيدات القصيم. عضوة مؤسسة في اللجنة الاستشارية لهيئة الإعجاز العلمي في القرآن والسنة (القسم النسائي) وهيئة الإغاثة العالمية وجمعية تحفيظ تحفيظ القرآن والندوة العالمية للشباب الإسلامي. عضوة لجنة الخدمات الصحية سابقا بالغرفة التجارية الصناعية بمحافظة جدة. منسقة برنامج مكافحة سرطان الثدي بلجنة تعزيز الصحة.
تخرجت عام 1981م وكانت ضمن أول دفعة طالبات من كلية الطب بجامعة الملك عبد العزيز بجدة. تم اختيارها طالبة مثالية عام 1974م بالمرحلة الثانوية ثم طالبة مثالية بكلية الطب عام 1978م.
أصيبت بسرطان الثدي في إبريل لعام 2006. نشرت قصتها في عمودها الأسبوعي حال إصابتها بسرطان الثدي في أبريل لعام 2006 وذلك في 31 مقالة لدق جرس الأنذار عاليا وتوعية المجتمع. لها مؤلفات وكتيبات إثني عشرة باللغة العربية وأثنين باللغة الأنجليزية في مجال النساء والتوليد وفي سرطان الثدي
أصدرت كتابا جديدا بعنوان الناجيات من سرطان الثدي في السعودية. كما أجرت العديد من اللقاءات في وسائل الإعلام المختلفة من مطبوعات ومن قنوات لقاء خاص بقناة abc news برنامج Good morning America حول قصتها وجهودها التوعوية.
أصبحت الدكتورة سامية العمودي ناشطة عالمية لها نشاطها المحلي والدولي في مجال سرطان الثدي بعد إصابتها بسرطان الثدي في إبريل لعام 2006 وبعد أن قامت باستثمارالمحنة لتوعية كافة أطياف المجتمع وشرائحه
وشعارها الذي تحمله «نحو العالم الأول في صحة المرأة».